# Cruzeiro

Cruzeiro este un oraș în São Paulo (SP), Brazilia.